# Luiz Inácio Lula da Silva
Luiz Inácio Lula da Silva (Caetés, Pernambuco, 27. listopada 1945.) je političar i aktualni predsjednik Brazila na dužnost je prisegnuo 1. siječnja 2023., dužnost brazilskog predsjednika već je obnašao u razdoblju od 2003. do 2011. godine.
Dana 5. travnja 2018., nakon što je Federalni vrhovni sud (STF) odbacio preventivni habeas corpus, savezni sudac Sergio Moro donio je odluku o uhićenju Lule, osuđenog na 12 godina i jedan mjesec zatvora. Sudac je postavio i posebne uvjete za kaznu zatvora zbog dostojanstva položaja. Obrana bivšeg predsjednika podnijela je Vrhovnom sudu novi zahtjev habeas corpus da izbjegne njegovo uhićenje, koji je ponovo odbijen. Lula je bio prvi bivši brazilski predsjednik koji je uhićen zbog kaznene presude za obični zločin.
Dana 6. travnja 2018., nakon roka koji je Moro dao bivšem predsjedniku da se samostalno preda, Lula je odlučio ne ići u sjedište federalne policije u Curitibi, osim što je odbio napustiti Sindikat metalurga ABC-a. PF je planirao prevesti Lulu u slučaju da se želi predati u sjedištu federalne policije u São Paulu ili u Curitibi.
Sljedećeg dana, 7. travnja, Lula se predao federalnoj policiji, koja ga je čekala izvan zgrade Unije, nakon što je pokušao otići i nekoliko puta su ga zaustavili militanti, odveden u ćeliju u Curitibi.
Nakon 580 dana zatvora u Federalnoj policiji u Curitibi, Lula je 8. studenoga 2019. pušten na slobodu.
Zastara kaznenog djela je postojeći institut u brazilskom pravu koji uzrokuje gubitak državne ovlasti kažnjavanja optuženika zbog prekomjernog kašnjenja u primjeni kazne.